# Liste der Baudenkmale in Woltersdorf (bei Berlin)
Die Liste der Baudenkmale in Woltersdorf enthält alle Baudenkmale der brandenburgischen Gemeinde Woltersdorf und ihrer Ortsteile. Grundlage ist die Landesdenkmalliste mit dem Stand vom 31. Dezember 2021.

## Baudenkmale in den Ortsteilen
In den Spalten befinden sich folgende Informationen:
- ID-Nr.: Die Nummer wird vom Brandenburgischen Landesamt für Denkmalpflege vergeben. Ein Link hinter der Nummer führt zum Eintrag über das Denkmal in der Denkmaldatenbank. In dieser Spalte kann sich zusätzlich das Wort Wikidata befinden, der entsprechende Link führt zu Angaben zu diesem Denkmal bei Wikidata.
- Lage: die Adresse des Denkmales und die geographischen Koordinaten. Link zu einem Kartenansichtstool, um Koordinaten zu setzen. In der Kartenansicht sind Denkmale ohne Koordinaten mit einem roten beziehungsweise orangen Marker dargestellt und können in der Karte gesetzt werden. Denkmale ohne Bild sind mit einem blauen bzw. roten Marker gekennzeichnet, Denkmale mit Bild mit einem grünen beziehungsweise orangen Marker.
- Bezeichnung: Bezeichnung in den offiziellen Listen des Brandenburgischen Landesamtes für Denkmalpflege. Ein Link hinter der Bezeichnung führt zum Wikipedia-Artikel über das Denkmal.
- Beschreibung: die Beschreibung des Denkmales
- Bild: ein Bild des Denkmales und gegebenenfalls einen Link zu weiteren Fotos des Baudenkmals im Medienarchiv Wikimedia Commons

### Woltersdorf bei Berlin
| ID-Nr.            | Lage                              | Bezeichnung                                                                            | Beschreibung | Bild                                                                                   |
| ----------------- | --------------------------------- | -------------------------------------------------------------------------------------- | --- | -------------------------------------------------------------------------------------- |
| 09115345          | Berliner Straße, Seestraße (Lage) | Sowjetisches Ehrenmal und Gedenktafel für von Faschisten ermordete ausländische Bürger | Das Sowjetische Ehrendenkmal steht an der Berliner Straße. Die Tafel mit dem Text „13 Antifaschisten ermordet von den Faschisten im April 1945“ gibt den eigentlichen Grund für die Anbringung der Erinnerungstafel auf dem Ehrenfriedhof beim Sowjetischen Ehrenmal unzureichend wieder. Erinnert wird mit dieser Gedenktafel an 13 von den Nationalsozialisten ermordete polnische Zwangsarbeiter, die hier mit den sowjetischen Soldaten begraben wurden. | Sowjetisches Ehrenmal und Gedenktafel für von Faschisten ermordete ausländische Bürger |
| 09115136          | Kalkseestraße 5 (Lage)            | Wohnhaus mit Stallgebäude und Hofpflasterung                                           | | Wohnhaus mit Stallgebäude und Hofpflasterung                                           |
| 09115087          | Kalkseestraße 11 (Lage)           | Wohnhaus                                                                               | | Wohnhaus                                                                               |
| 09115512          | Kalkseestraße 37 (Lage)           | Mehrfamilienhaus mit Hofgebäude und straßenseitiger Einfriedung                        | | Mehrfamilienhaus mit Hofgebäude und straßenseitiger Einfriedung                        |
| 09115198          | Köpenicker Straße 46 (Lage)       | Wohn- und Atelierhaus mit Garten und Grundstückseinfriedung „Fidus-Haus“               | Das Haus wurde von 1908 bis 1910 im Heimatstil erbaut. Der Entwurf stammt von Fidus. Das Haus wurde von 1996 bis 1998 renoviert. | Wohn- und Atelierhaus mit Garten und Grundstückseinfriedung „Fidus-Haus“               |
| 09115513          | Köpenicker Straße 50 (Lage)       | Wohnhaus mit Brunnenhaus                                                               | | Wohnhaus mit Brunnenhaus                                                               |
| 09116135 Wikidata | Rudolf-Breitscheid-Straße (Lage)  | Sankt Michael-Kirche                                                                   | | weitere Bilder                                                                         |
| 09115441          | Schleusenstraße (Lage)            | Kriegerdenkmal („Fidus-Denkmal“)                                                       | | Kriegerdenkmal („Fidus-Denkmal“)                                                       |
| 09115199          | Schleusenstraße 41a (Lage)        | Brunnenhaus und Grundstückseinfriedung                                                 | | Brunnenhaus und Grundstückseinfriedung                                                 |